# Bianca di Angelo
Bianca di Angelo je postava z knih o Percym Jacksonovi. Je to dcera vládce podsvětí, Háda a sestřenice Percyho Jacksona. Její bratr je Nico di Angelo.
Bianka se hned po zjištění, že je polobohyně, přidala k lovu bohyně Artemis. Opustí tím svého bratra, který se sám s Percym a Thalií vydá do tábora Polokrevných.

## Nico a Bianca
Oba sourozenci se narodili ve třicátých letech 20. století. Když Velká trojka bohů (Zeus, Poseidon, Hades) po druhé světové válce přísahala, že už nezplodí další děti, rozohodl se Hades Nica a Bianku umístit do Hotelu Lotus v Los Angeles. Čas pro návštěvníky zde plyne rychleji a snadno zapomenou, jak se do hotelu dostali. Hades tak učinil aby získal moc nad proroctvím o zničení Olympu, které  po skončení 2. světové války přednesl duch Orákula z Delf. 
Když přišel správný čas, krátce před začátkem 3. knihy Percy Jackson Prokletí Titánů, Nica a Bianku v Hotelu vyzvedl posel jejich otce a umístil je na vojenskou akademii Westover. Zde je našel Grover Underwood jako hledač polokrevných a povolal na pomoc k jejich vyzvednutí své přátele Percyho Jacksona, Annabeth Chaseovou a Thalii Graceovou.

## Poznávací znamení
Předtím, než se přidala k Lovkyním, nosila zelený baret, který jí skrýval obličej. Díky jejímu ztracenému baretu Percy poznal, že pravděpodobně bude v nebezpečí.

## Percyho nedodržený slib
Percy slíbil jejímu bratrovi Nicovi, že se o ní pokusí na výpravě postarat a dá na ni pozor. Bohužel poté, co Bianka na skladišti bohů ukradne pro bratra figurka boha do mýtomagie, se proti ní poštve Héfaistův obr, nepovedený prototyp Talose. Percy Biance svěří svůj plán dostat se do obra a vypnout ho, ale Bianka řekne, že ne, dá Percymu figurku s tím, že kdyby se jí něco stalo, tak ať to dá bratrovi, a vypnout obra se vydá sama, což se jí podaří. Ale když se obr vypne, spadne na dráty elektrického proudu a jelikož je z kovu, Bianku to zabije a navždy zůstane uvězněna v obrově řídícím centru. Když se to Nico dozví, řekne Percymu, že ho nenávidí, ale zároveň mu zachrání život, protože kostlivci, kteří si pro Percyho přišli, vpálí rovnou do podsvětí. Odhodí figurku, kterou pro něj sestra zachránila a zmizí.